# Czernichów (gemeente in powiat Krakowski)
De gemeente Czernichów is een landgemeente in het Poolse woiwodschap Klein-Polen, in powiat Krakowski.
De zetel van de gemeente is in Czernichów.
De gemeente bestaat uit 12 sołectwo: Czernichów, Czułówek, Dąbrowa Szlachecka, Kamień, Kłokoczyn, Nowa Wieś Szlachecka, Przeginia Duchowna, Przeginia Narodowa, Rybna, Rusocice, Wołowice, Zagacie.
Op 30 juni 2004 telde de gemeente 12 798 inwoners.

## Oppervlakte gegevens
In 2002 bedroeg de totale oppervlakte van gemeente Czernichów 83,8 km², waarvan:
- agrarisch gebied: 69%
- bossen: 18%

De gemeente beslaat 6,82% van de totale oppervlakte van de powiat.

## Demografie
Stand op 30 juni 2004:
| Omschrijving                   | Totaal | Totaal | Vrouwen | Vrouwen | Mannen | Mannen |
| ------------------------------ | ------ | ------ | ------- | ------- | ------ | ------ |
| eenheid                        | aantal | %      | aantal  | %       | aantal | %      |
| inwoners                       | 12 798 | 100    | 6494    | 50,7    | 6304   | 49,3   |
| bevolkingsdichtheid (inw./km²) | 152,7  | 152,7  | 77,5    | 77,5    | 75,2   | 75,2   |

In 2002 bedroeg het gemiddelde inkomen per inwoner 1210,02 zł.

## Aangrenzende gemeenten
Alwernia, Brzeźnica, Krzeszowice, Liszki, Skawina, Spytkowice